# Acoustic Ladyland
Acoustic Ladyland a été un groupe de jazz-punk basé à Londres, composé de Peter Wareham au chant et aux saxophones ténor et baryton, Seb Rochford à la batterie, Chris Sharkey à la guitare, et Ruth Goller à la guitare basse.
Tom Herbert du groupe The Invisible, jouait de la basse sur les trois premiers albums. Ils font partie du F-IRE Collective. Quelques-uns des membres font désormais partie du groupe de nu jazz Melt Yourself Down, dont le premier album est sorti en 2013.

## Les débuts
Acoustic Ladyland se forme en 2001 et réalisent leur premier album Camouflage, un album acoustique inspiré de chansons de Jimi Hendrix, en 2004. Leur second album, Last Chance Disco, est un ensemble de compositions originales plus électriques, réalisé en 2005, et qui a été désigné album de l'année par le mensuel de jazz britannique Jazzwise.

## Les récompenses
Acoustic Ladyland ont remporté le BBC Jazz Award du meilleur groupe de l'année 2005. Leur troisième album Skinny Grin est sortie chez V2 Music en novembre 2006.

## La séparation
Le 13 septembre 2010 Pete Wareham annonce que le groupe “que nous connaissons ne sera plus” après une tournée d'adieux en décembre 2010. Le groupe a été choisi par le groupe Portishead pour jouer leur dernier spectacle au festival All Tomorrow's Parties en juillet 2011 au Alexandra Palace de Londres.

## Discographie
- Camouflage (Babel, 2004)
- Last Chance Disco (Label Bleu, 2005)
- Skinny Grin (V2, 2006)
- A.L.IVE (V2, 2007)
- Living With A Tiger (Strong & Wrong, 2009)